# چیزهای روشن جوان (فیلم)
چیزهای روشن جوان (به انگلیسی: Bright Young Things) فیلمی محصول سال ۲۰۰۳ و به کارگردانی استیون فرای است. در این فیلم بازیگرانی همچون امیلی مورتیمر، استیون کمبل مور، فنلا وولگار، مایکل شین، جیمز مک‌آووی، دن اکروید، جیم برودبنت، پیتر اوتول، جولیا مک‌کنزی، دیوید تننت، سیمون کالو، ایملدا استنتون، بیل پترسون، گای هنری، الک نیومن، سایمن مک‌برنی، ریچارد ئی. گرانت، جان میلز، هریت والتر، مارگارت تیزک، جیم کارتر، استیون فرای، نایجل پلینر و مارک گیتیس ایفای نقش کرده‌اند.